# 宋昂
宋昂（？—？），字從俯，號省齋，第19任水東土司，明朝貴州宣慰使、詩人。
宋昂是前任土司宋斌之子。他與弟弟宋昱二人自幼都受到了良好的儒家思想教育，其父宋斌重金聘請福建人廖駒給宋昂兄弟二人當老師。
正統八年（1443年），宋斌派遣宋昂進貢馬匹。同年六月，宋斌以年老為由致仕，由宋昂繼任土司。此後，宋昂於正統九年六月、天順二年三月遣使進貢。
正統十五年（1450年）至二十九年（1464年），貴州境內原住民再度群起反叛，攻破貴陽，燒毀布政司、按察司等流官的衙門，使明廷一度出現撤除貴州省、恢復貴州宣慰司的聲音。兵部尚書于謙力主保住貴州省，並派兵鎮壓叛亂。在此期間，宋昂積極支持明軍鎮壓叛亂。景泰七年，銅鼓、五開、黎平等處發生苗族叛亂，播州宣慰使司宣慰使楊輝、酉陽宣撫司宣撫僉事冉廷璋、貴州宣慰使司宣慰使安隴富、宋昂、同知安寧金筑安撫司舍人金如添調土兵協助明軍鎮壓叛亂。
成化元年（1465年），宋昂命令在貴州城西南的濟番河（今南明河）用石頭建立濟番橋，此橋為貴陽市花溪大橋的前身。成化十二年（1476年），宋昂將程番（今黔南布依族苗族自治州惠水縣）等十三個長官司之地獻給明朝，明朝以其地置程番府。成化二十年（1484年），其子宋然繼位。
宋昂在位期間重視文教，擴建貴州宣慰司學，使其成為西南一帶最好的官學之一。他與弟弟宋昱都是詩人，受到京城詩壇關注。成化年間，他與弟弟宋昱合著《聯芳類稿》，羅玘為之作序，稱讚：「其意欲与中原大家相角逐」。《黔诗纪略》录二人之诗各二首。